# 东福克兰岛

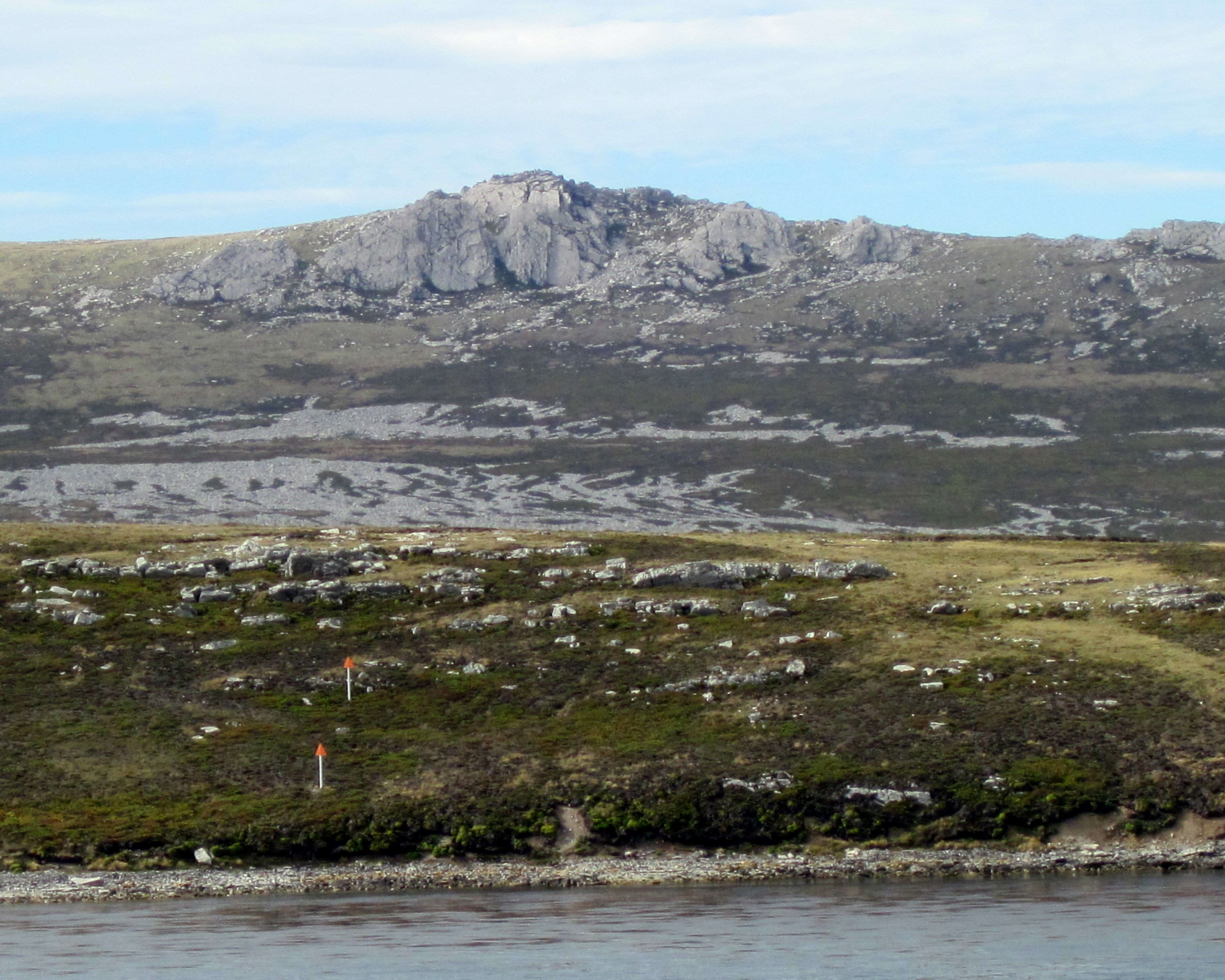
東福克蘭島景色

东福克兰岛（英語：East Falkland Island），阿根廷稱索莱达岛（西班牙語：Isla Soledad），是福克兰群岛（马尔维纳斯群岛）中最大的岛屿，面积为6,605平方公里，佔整個福克蘭群島總面積的54％。福克兰群岛的大部分人口居住于该岛。福克兰群岛首府斯坦利位於此島。岛上总人口3007(2016年)。

## 地理
東福克蘭島的最高点位于烏斯伯恩山，海拔705米，也是整个群岛的最高点。

## 历史
東福克蘭的第一個永久性定居點始於1764年，路易斯·安東尼·布干維爾在伯克利峽灣建立了路易港。